# Mostostal Chojnice
Mostostal Chojnice spółka z ograniczoną odpowiedzialnością (dawniej: Mostostal Chojnice S.A.) – polski producent konstrukcji stalowych spawanych, skręcanych, a także ich montażysta w kraju i za granicą.
Konstrukcje stalowe hal, budynków użyteczności publicznej oraz obiektów przemysłowych stanowiły główny profil produkcji w początkowych latach działalności.
Aktualnie przedsiębiorstwo specjalizuje w produkcji konstrukcji stalowych mostów, wiaduktów, kładek, konstrukcji rurowych, wież, masztów, suwnic pomostowych i bramowych.
Wytwórnia jest producentem wyposażenia dla przemysłu stoczniowego: pokryw luków okrętowych (zewnętrznych i wewnętrznych, rozsuwanych i nakładanych), zrębnic okrętowych, śluz portowych, elementów kadłubów statków, turbin elektrowni wodnych, elementów elektrowni wiatrowych, ramp ro-ro, ramp rufowych, samochodowych i kontenerowych, prowadnic i wózków kontenerowych, elementów dźwigów portowych i przeładunkowych, elementów platform wydobywczych, konstrukcji doków suchych oraz pirsów przeładunkowych.
W roku 2004 Mostostal został wykupiony od holdingu Mostostal Zabrze przez prywatną firmę KEM z Dąbrowy Górniczej.
W 2010 roku większościowym udziałowcem Mostostalu została cypryjska spółka Nemotrex Ltd.
W czerwcu 2011 roku nastąpiło przeniesienie spółki z Chojnic do Rudy Śląskiej.
30 czerwca 2011 roku spółka zgłosiła wniosek o upadłość likwidacyjną.
9 sierpnia 2011 Sąd Gospodarczy w Gliwicach ogłosił upadłość likwidacyjną spółki oraz powołał syndyka, Marcina Ferdyna.
1 grudnia 2011 roku decyzją Sądu Gospodarczego w Gliwicach zatwierdzona została umowa dzierżawy zorganizowanej części zakładu przez Stocznię Gdańsk S.A.
19 grudnia 2013 roku sędzia-komisarz zatwierdził dzierżawę majątku Mostostalu Chojnice przez spółkę Zamet Industry S.A. z Piotrkowa Trybunalskiego, który 01.01.2014 r. utworzył swój zakład Mostostal Chojnice.
Od 2 stycznia 2018 roku została wydzielona spółka komandytowa i obecnie figuruje pod nową samodzielną nazwą.
Od 1 stycznia 2022 roku zmieniona została forma prawna na spółkę z ograniczoną odpowiedzialnością.